# Amphelictus aielloae
Amphelictus aielloae là một loài bọ cánh cứng trong họ Cerambycidae.